# Église Saint-Florent d'Orange
L'église Saint-Florent est une ancienne chapelle des Franciscains d'Orange, dans le Vaucluse. L'église et son cloître ont été inscrits monuments historiques par arrêté du 10 juillet 2018.

## Historique
Ancienne église du couvent des frères franciscains, installé à Orange au début du XIVe siècle, elle a servi de sépulture à de nombreux seigneurs des Baux. Incendiée par les Huguenots en 1561, l'église faillit être détruite 18 ans plus tard, pendant les guerres de Religion, pour construire un moulin à blé sur son emplacement. Le retour des frères franciscains à Orange permit la reconstruction. 
Sous la Révolution française, le couvent et l'église sont successivement utilisés comme caserne, grenier à foins, écurie et prison. Rouverte au culte en 1803, puis érigée en paroisse en 1844, l'église est dédiée au saint patron de la ville, Florent, évêque d'Orange au VIe siècle (mort vers 526) et auteur de nombreux miracles. Orange et Fidentia (Italie) se partagent ses reliques.